# Ophiomyia bernardinensis
Ophiomyia bernardinensis är en tvåvingeart som beskrevs av Spencer 1981. Ophiomyia bernardinensis ingår i släktet Ophiomyia och familjen minerarflugor.
Artens utbredningsområde är Kalifornien. Inga underarter finns listade i Catalogue of Life.